# برهان علی
برهان علی شاه خودخوانده شروان بود. او ادعا کرد که فرزند خلیل‌الله دوم است.

## زندگی
نام او نخستین بار در سال ۱۵۴۴ ثبت شد، زمانی که او با کمک کایتاگ به شروان حمله کرد و توسط القاس میرزا شکست خورد. وی پس از شکست به استانبول سفر کرد و سلیمان یکم به او کمک کرد. وی در سال ۱۵۴۷ مجدداً در شروان قیام کرد اما توسط فرماندار شروان، شاه آینده اسماعیل دوم شکست خورد. وی با بهره‌گیری از جنگ عثمانی و ایران، برای آخرین بار به راحتی به شروان حمله کرد و در سال ۱۵۴۷ شماخی زا تصرف کرد و خود را شروان‌شاه اعلام کرد.

## مرگ
در سال ۱۵۴۹، ارتش صفوی به فرماندهی عبدالله خان اوستاجلی برای پایان دادن به شورش به شروان اعزام شد. برهان علی موفق شد آن‌ها را در دره بوگورد کمین کند اما مرگ ناگهانی برهان در سال ۱۵۵۰ به دلیل بیماری، برنامه‌های استقلال در آینده را متوقف کرد.

## اجداد
سارا آشوربیلی، تاریخ‌دان آذربایجانی اظهار داشت که برهان علی ادعا می‌کرد فرزند خلیل‌الله دوم است، اما عباس‌قلی آقا باکیخانف نام کامل وی را به عنوان «برهان علی بن کیقباد بن ابوبکر بن امیر اسحاق بن ابراهیم یکم شروان‌شاه» پیشنهاد کرد.